# Сто рублей («крымская» банкнота)

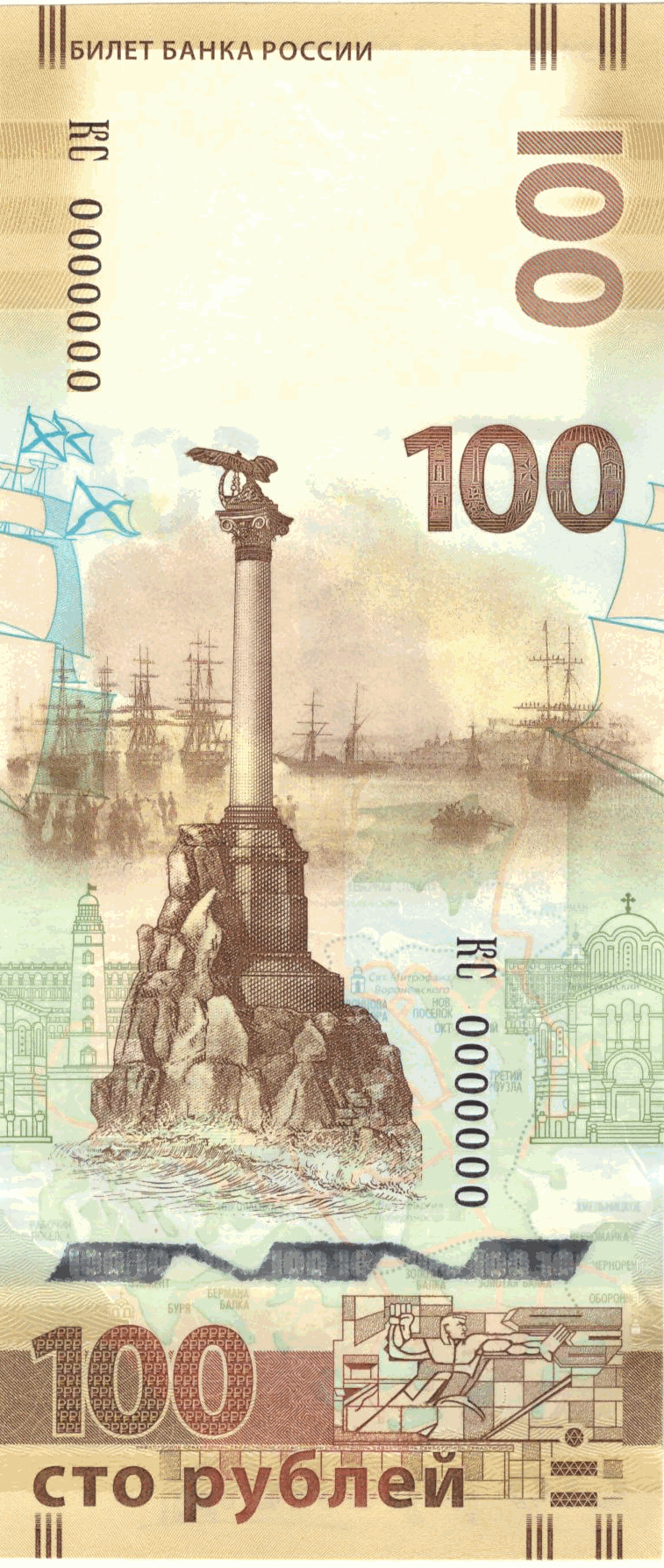
Памятная банкнота, посвященная Севастополю и Республике Крым

100 рублей — памятная банкнота, посвящённая городу федерального значения Севастополю и Республике Крым. Выпущена Банком России 23 декабря 2015 года. Общий тираж банкноты составил 20 млн экземпляров. Она стала второй российской вертикально-ориентированной банкнотой, первая была посвящена XXII Олимпийским и XI Паралимпийским зимним играм 2014 в Сочи.

## История создания и описание
О планах выпуска памятной банкноты Банком России стало известно в 2014 году. Один из вариантов оформления включал в себя изображения памятника Нахимову в Севастополе и собора в Херсонесе. Выпуск банкноты посвящён присоединению Крыма к Российской Федерации. Национальный банк Украины незамедлительно отреагировал на сообщение о выпуске банкноты запретом на её обмен на гривны в операционных кассах украинских банков.
На одной стороне банкноты изображены памятник затопленным кораблям в Севастопольской бухте, мемориал героической обороны Севастополя 1941—1942 гг., Собор Св. Владимира в Севастополе, а также часть картины Ивана Айвазовского «Русская эскадра на Севастопольском рейде». На другой размещены рисунки декоративного замка «Ласточкино гнездо», Большой Ханской мечети и радиотелескопа РТ-70. Под изображением «Ласточкина гнезда» на полосе снизу размещён QR-код, ведущий на страницу сайта Банка России, где дана историческая справка о памятной банкноте.
Банкнота изготовлена на тонированной в светло-жёлтый цвет хлопковой бумаге. В качестве элементов защиты присутствуют защитная нить и многотоновый комбинированный водяной знак.
Выпущено три серии: «СК», «КС», «кс» (серия замещения, с наименьшим тиражом).
| Изображение                                     | Изображение       | Номинал (рублей) | Размеры (мм) | Основные цвета    | Описание | Описание                                                                            | Дата выхода     |
| Лицевая сторона                                 | Оборотная сторона | Номинал (рублей) | Размеры (мм) | Основные цвета    | Лицевая сторона                                                                                              | Оборотная сторона                                                                   | Дата выхода     |
| ----------------------------------------------- | ----------------- | ---------------- | ------------ | ----------------- | --- | ----------------------------------------------------------------------------------- | --------------- |
|                                                 |                   | 100              | 150×65       | оливково- зелёный | памятник затопленным кораблям, мемориал обороны Севастополя 1941—1942 гг., Собор Св. Владимира в Севастополе | декоративный замок «Ласточкино гнездо», Большая Ханская мечеть, радиотелескоп РТ-70 | 23 декабря 2015 |
| Масштаб изображений — 1,0 пикселя на миллиметр. |                   |                  |              |                   | |                                                                                     |                 |